# Moraleja de Matacabras
Moraleja de Matacabras – gmina w Hiszpanii, w prowincji Ávila, w Kastylii i León, o powierzchni 14,93 km². W 2011 roku gmina liczyła 55 mieszkańców.